# Феникс
Вижте пояснителната страница за други значения на Феникс.
Фениксът е митологична огнена птица, легенди за която могат да се открият в персийската, гръцката, римската, египетската, китайската, японската, корейската, индийска, славянска и други митологии.
Класическият Феникс (въпреки че самото име най-вероятно е с асирийски произход) е роден от гръцки мит, който до голяма степен обединява елементи от всички изброени дотук култури, като в по-голямата си част стъпва върху египетската легенда.
Всички митологии гласят, че птицата може да се преражда в жив човек, който може да изживее цял един живот, без тя да се „активира“. На Земята винаги може да има само един Феникс, едва когато той избухне в пламъци и се прероди от пепелта се появява нов.

## Митология

### Древна Гърция
Фениксът е красива птица, подобна на паун или орел с огнено-златисто оперение. Гърците са вярвали, че Феникс живее в Арабия край прохладен извор. Всяка сутрин при пукването на зората тя се къпе в извора и пее толкова прекрасно, че Аполон, запленен от гласа ѝ, спира колесницата си (Слънцето), за да се наслади на песента ѝ. Фениксът се храни с утринна роса.
Циклите на прераждане варират между 500, 1461 и 12 594 години. Птицата е надарена със способността да се регенерира и поради това не може да бъде наранена. Но е самотна. В един отрязък от време може да съществува само една птица, тъй като се възражда от собствената си пепел. След изтичането на поредния жизнен цикъл Феникс си построява гнездо от най-благоуханна дървесина, канелени клонки и мирта, и се самозапалва в него. Птицата и гнездото горят заедно, превръщайки се в пепел. От пепелта след три дни се възражда новата Феникс, млада и силна. Тя събира останалата пепел в яйце от смирна и отлита до Хелиополис, където полага яйцето на олтара на бога на Слънцето.
За гърците Феникс е символ на възкресението (прераждането), безсмъртието, живота след смъртта, триумфа над бедствията, на огъня и живота, на новото начало, на божественото и Любовта. Във всички предания Фениксът е символ на Любовта.

### Славяни
Славяните и по-точно руснаците наричат Феникс Жар-птица. Описват я като вълшебна птица с многоцветни, сияещи като огън пера.
Жар-птица обитава короната на Свещеното дърво и е вестител на божествената воля, тъй като има способността да прелита между света на боговете Прав и света на хората Яв. Огнената птица охранява и плода на живота – златната ябълка, която расте по клоните на Дървото. Когато Жар-птицата умре, тя се превръща в пепел, след което се възражда от нея.

### Далечен Изток
Китайската митология гласи, че птицата живее далеч от хората, високо в планините Кунлун, където свива гнездо върху масивните платанови дървета утун. Китайските легенди разказват, че първоначално това са били две птици – мъжка и женска. Женската е носела името Huang и е символизирала лунния цикъл, а мъжката – Feng: лятото и Слънцето. Едно от древните имена на Феникса е именно FengHuang (на китайски: 凤凰). Впоследствие боговете завинаги свързват мъжкия и женския Феникси, като ги превръщат в една-единствена птица, която става символ на Ин и Ян, на грацията, мира и Любовта.
Появява се за първи път по времето на император Хуанди (около 2600 г. пр.н.е.). Азиатските легенди (китайски, японски, корейски) разказват, че огнената птица олицетворява Огъня, от който се е родила майката Земя. В азиатската митология Фениксът е един от четирите свещени пазителя на света (известни още като четирите небесни краля/воина). Те са:
- Костенурката-змия – Пазител на Севера и елемента Вода, нейният сезон е Зимата, цветът – черен.
- Белият тигър – Пазител на Запада и елемента Метал (или стихията Земя), сезон – Есен, цвят – бял
- Драконът – Пазител на Изтока и елемента Дърво (или стихията Въздух), сезон – Пролет, цвят – син и зелен
- Фениксът – Пазител на Юга и елемента Огън, сезон – Лято, цвят – червен.

В китайското изкуство Фениксът е изобразяван понякога и с окраска, преливаща в цветовете бяло, черно, синьо, зелено и червено – тоест всички багри и на останалите 3 пазителя. Което на свой ред още веднъж потвърждава преданието, че Фениксът е най-силният пазител.
Корейската митология гласи, че Фениксът има два духа – този на огнената птица, пазител на Света, но същевременно и Черния Феникс, олицетворяващ същинската, безгранична ярост, способна да изгори в пламъци Земята. При корейците птицата е изцяло огнена, създадена от пламъци и олицетворява Жената – като символ на безграничната обич на майката Земя към чедата си. Драконът е бил изцяло отдаден и влюбен във Феникса.
Японските предания гласят, че огнената птица (при тях изобразявана със златни пера и украсено със скъпоценности чело) се появява на Земята винаги и само с цел да помогне на хората. Появата ѝ се свързва с началото на нова ера. Символ е на Слънцето, верността и Любовта.

### Древен Египет
В Древен Египет Фениксът е свещеният бог Бену, обикновено изобразяван като чапла или паун с красиви огнени (или златни) пера. Древните гърци и римляни го оприличават на паун или орел.
Неговият истински дом е бил в Арабия. Но на всеки 500 години птицата е идвала върху парчето скала Бен-Бен, намиращо се в Храма на Слънцето, Египет, за да изгори и се прероди в пламъците на Свещеното Дърво. Очаквайки изгрева и първите слънчеви лъчи, възпламеняващи Дървото, Бену е пеел своята приказно красива и единствена песен, звуците от която карали целия свят да притихва в захлас.
Египетският Феникс символизира прераждането, благоденствието и слънцето. Безсмъртието му е дар от Озирис, за да може птицата да служи вечно на хората, олицетворявайки живота и силата на съзиданието.

### Юдеизъм
В Талмуда евреите наричат своя Феникс „Milcham“ или „Хол“. Според легендата, когато Ева е изяла плода от Дървото на познанието, била обзета от завист заради безсмъртието и чистотата на останалите райски създания. По тази причина ги убедила и те да ядат от плода, за да станат като нея. Всички с изключение на Milcham я послушали. Господ го възнаградил като го поставил в опасан с високи стени град, където да живее в мир 1000 години. В края на тези хиляда години всички негови пера окапват и той се свива до размера на яйце, от което се преражда.
Наричат Milcham Пазител на земната твърд. Той следва Слънцето по неговата орбита, улавяйки слънчевите лъчи с разперените си красиви криле. Без него животът на Земята би бил невъзможен. На дясното му крило са изписани думите: „Не съм роден нито от Небето, нито от Земята. Роден съм от огън.“

### Персия
Персийският аналог на Феникса е simurgh (на персийски: ققنوس), изобразяван като голяма, силна, сребърна птица с огнени метални криле, опашка на паун, нокти на лъв и глава на куче. Домът ѝ (гнездото) се намирал в Дървото на познанието, което понякога птицата разклащала толкова силно, че семената му се понасяли във всички земни посоки. Древните перси са смятали, че simurgh живее във всеки един човек.

## Други
На феникса е наречена улица в жилищен комплекс „Овча купел“ в София (Карта).